# EPrix van Punta del Este
De ePrix van Punta del Este is een race uit het Formule E-kampioenschap. In 2014 was de race het toneel van de derde Formule E-race uit de geschiedenis. De race wordt gehouden op het Punta del Este Street Circuit.

## Geschiedenis
De eerste ePrix van Punta del Este werd gehouden op 13 december 2014 en werd gewonnen door Sébastien Buemi, die uitkwam voor het team e.dams Renault. Na twee seizoenen werd de race van de kalender geschrapt, maar in het seizoen 2017-2018 keerde de race terug als vervanger van de geschrapte ePrix van São Paulo.

## Resultaten
| Editie | Seizoen   | Circuit        | Winnaar                        | Tweede                                    | Derde                           | Pole position                       | Snelste ronde                  |
| ------ | --------- | -------------- | ------------------------------ | ----------------------------------------- | ------------------------------- | ----------------------------------- | ------------------------------ |
| 1      | 2014-2015 | Punta del Este | Sébastien Buemi e.dams Renault | Nelson Piquet jr. China Racing            | Lucas di Grassi Audi Sport ABT  | Jean-Éric Vergne Andretti Autosport | Daniel Abt Audi Sport ABT      |
| 2      | 2015-2016 | Punta del Este | Sébastien Buemi e.dams Renault | Lucas di Grassi ABT Schaeffler Audi Sport | Jérôme d'Ambrosio Dragon Racing | Jérôme d'Ambrosio Dragon Racing     | Sébastien Buemi e.dams Renault |
| 3      | 2017-2018 | Punta del Este | Jean-Éric Vergne Techeetah     | Lucas di Grassi Audi Sport ABT Schaeffler | Sam Bird DS Virgin Racing       | Jean-Éric Vergne Techeetah          | José María López Dragon Racing |